# Magda Jansen-van Harten
M. (Magda) Jansen-van Harten (Katwijk aan Zee, 30 januari 1988) is een Nederlandse ambtenaar, partijloos politicus en bestuurder. Sinds 11 januari 2022 is zij burgemeester van Woudenberg.

## Biografie

### Studie en loopbaan
Jansen-van Harten studeerde geschiedenis en politicologie aan de Vrije Universiteit Amsterdam en politicologie en bestuurskunde aan de Universiteit Leiden. Ze was strategisch beleidsadviseur veiligheid en projectleider/beleidsadviseur sociaal domein bij de gemeente Soest. Vanaf 2019 was zij adviseur van regioburgemeester Theo Weterings bij de Regionale Eenheid Zeeland - West-Brabant van de Nationale Politie. Vanaf 1 september 2021 was zij raadsgriffier bij de gemeente Roosendaal.

### Burgemeester van Woudenberg
Jansen-van Harten werd op 16 november 2021 door de gemeenteraad van Woudenberg voorgedragen als nieuwe burgemeester. Op 13 december van dat jaar werd bekend dat de minister van Binnenlandse Zaken en Koninkrijkrelaties de voordracht heeft overgenomen zodat zij met ingang van 11 januari 2022 bij koninklijk besluit benoemd kon worden. Op die dag vonden ook de installatie en beëdiging plaats. Tot 21 december 2022 was zij de jongste burgemeester van Nederland. Op 28 april 2023 maakte zij bekend haar partijlidmaatschap van het CDA te hebben opgezegd.

### Persoonlijk
Jansen-van Harten is getrouwd met musicus David Jansen en heeft twee dochters. Zij was actief als ouderling-kerkrentmeester binnen de ´Oecumenische wijkgemeente De Oude Kerk (Soest)´, onderdeel van de Protestantse Kerk in Nederland. In haar vrije tijd speelt zij altviool.